# Michael Arias
Michael Arias (nascut el 1968) és un cineasta estatunidenc actiu principalment al Japó.
Tot i que Arias ha treballat de diverses maneres com a artista d'efectes visuals, desenvolupador d'programari d'animació i productor, és més conegut pel seu debut com a director, el llargmetratge anime Tekkonkinkreet, que el va establir com el primer director no japonès d'una pel·lícula d'anime important.

## Primers anys
Michael Arias va néixer a Los Angeles, Califòrnia. El seu pare, Ron Arias (nascut el 1941) és un antic escriptor sènior i corresponsal de la revista People i un escriptor xicano molt respectat. La mare de Michael Arias, Joan Arias, va ser professor d'espanyol i especialista en vendes de programari d'IBM.
Quan encara era un nen, Arias mirava sovint pel·lícules al cinema amb els seus pares i agafava en préstec impressions de 16 mm d'una biblioteca pública local per projectar-les a casa; va ser en aquesta etapa de la seva vida que va desenvolupar la seva passió pel cinema.
Arias es va graduar a la Webb School de Califòrnia als 16 anys. Després va assistir a la Universitat Wesleyan a Connecticut, especialitzant-se en lingüística durant dos anys, abans d'abandonar-se per seguir-hi una carrera com a músic. Els primers associats musicals de Michael inclouen Moby i Margaret Fiedler McGinnis.
Poc després de deixar Wesleyan, Arias es va traslladar a Los Angeles, va abandonar les seves ambicions musicals i, gràcies als esforços d'un amic de la família, va començar a treballar a la indústria del cinema.

## Carrera

### Carrera cinematogràfica inicial
La primera carrera cinematogràfica de Michael Arias està marcada per períodes tant als Estats Units com al Japó, treballant en producció i desenvolupament de programari VFX, CG, i com a productor de pel·lícules d'animació.

#### Imatges de Dream Quest
Michael Arias va començar la seva carrera cinematogràfica el 1987 a la naixent central d'efectes visuals Dream Quest Images (DQ), primer com a intern no remunerat i després com a empleat a temps complet i membre de l'IATSE. La major part del seu temps a DQ es va dedicar com a assistent de càmera a les etapes de control de moviment, treballant en pel·lícules tan pesades del Hollywood com ara The Abyss, Desafiament total i Fat Man and Little Boy.
En aquell moment, la indústria dels efectes visuals tot just havia començat a adoptar tecnologies digitals i encara dominava tècniques analògiques com el control de moviment i la fotografia stop motion, miniatures, compositing òptica, matte painting i pirotècnia. Arias, segons el seu propi compte, va florir a l'entorn pràctic de DQ ("una gran fàbrica de joguines dirigida per conductors de cotxes i ciclistes bojos").

#### Back To The Future: The Ride
Després de dos anys de treballar a Dream Quest, Arias va tornar a la costa est amb la intenció d'acabar els seus estudis, aquesta vegada al programa Tecnologia musical de la NYU. Poc després d'inscriure's, però, Arias va ser contactat per la veterana d'efectes visuals i companya de The Abyss Susan Sitnek, que va convidar Arias a unir-se a la tripulació de l'atracció immersiva d'Universal Studios Back To The Future: The Ride (BTTFTR), dirigit per la llegenda dels efectes visuals Douglas Trumbull. Un cop traslladat a Berkshires, on s'estava realitzant la preproducció, Arias va ser redactat per Trumbull per animar els vehicles de viatge a l'estil simulador de vol de l'atracció. De la seva època treballant amb Trumbull, Arias recorda: "Doug era, ES, una figura tan inspiradora. Per a mi i l'altre grup més jove, inclòs John Gaeta, ara VFX Supervisor de les pel·lícules Matrix, Doug va ser tan generós amb els seus coneixements, un tipus molt càlid, receptiu, articulat i creatiu."
L'associació d'Arias amb Trumbull va resultar fortuïta, no només per l'experiència de treballar diàriament amb el mateix Trumbull, sinó també perquè va resultar en el que seria el primer viatge d'Arias al Japó, amb Trumbull, amb qui va fer una gira per l'Expo Osaka i va visitar el monòlit de postproducció Imagica i el gegant de videojocs Sega Enterprises. Aquesta primera visita, combinada amb l'amistat d'Arias amb membres clau de la tripulació de maquetes majoritàriament japonesa de BTTFTR, va preparar l'escenari per a la posterior estada a llarg termini d'Arias al Japó.

#### Imagica i Sega Enterprises
L'any 1991 Arias va acceptar una oferta per treballar com a operador de càmera de control de moviment al departament d'Efectes Especials d'Imagica i es va traslladar a Tòquio. Després, després de menys d'un any a Imagica, va ser convidat pel productor de jocs emergent Tetsuya Mizuguchi per unir-se a una unitat de gràfics per ordinador recentment creada a les instal·lacions d'investigació i desenvolupament de diversió de Sega Enterprises. A Sega, Arias va codirigir i animar la pel·lícula Megalopolice: Tokyo City Battle (presentada a l'Electronic Theatre de SIGGRAPH 1993).

#### Syzygy Digital Cinema
El 1993, Arias va tornar als Estats Units i es va unir amb els reconeguts dissenyadors de títols de la Nova York Randall Balsmeyer i Mimi Everett, amb qui va cofundar la botiga de disseny CG Syzygy Digital Cinema, creadors de seqüències digitals per a Madame Butterfly de David Cronenberg, El gran salt de Joel i Ethan Coen, Prêt -à-Porter de Robert Altman , i Crooklyn i Clockers de Spike Lee. La seva seqüència de títols per a M. Butterfly va ser homenatjat per la seva inclusió a la sala de projeccions SIGGRAPH 1994 i al festival Cinéma Du Futur de Montreal del mateix any.

#### Softimage
Esgotat per les exigències de la producció i amb l'esperança d'aconseguir més experiència desenvolupant programari de gràfics per ordinador, Arias va acceptar una oferta de l'innovador de programari d'animació 3D Softimage per unir-se al seu recent grup de projectes especials, un "S.W.A.T." equip d'artistes i enginyers creat per ajudar els clients clau de gamma alta al lloc.
Encoratjat pels col·legues, Arias es va submergir ràpidament en l'IPA de renderització Mental Ray' i després va començar a experimentar amb tècniques per simular imatges d'animació tradicional utilitzant eines de gràfics per ordinador. Aquesta investigació va portar a Arias a desenvolupar i, finalment, a patentar els Cel shading de Softimage, programari de renderització per facilitar la integració. d'imatges d'infografia amb cels. Amb els nous cels recentment encunyats a la mà, Arias va treballar estretament amb el personal de DreamWorks Animation i Studio Ghibli per afegir un sabor visual diferent a l'animació híbrida tradicional/digital. de les pel·lícules El príncep d'Egipte, La ruta cap a El Dorado i La princesa Mononoke (もののけ姫, Mononoke-hime) i El viatge de Chihiro (千と千尋の神隠し, Sen to Chihiro no Kamikakushi) de Hayao Miyazaki.

#### Pel·lícula pilotTekkonkinkreet
El 1995, després d'establir-se definitivament a Tòquio, Arias va ser presentat per un amic al manga de Taiyō Matsumoto Tekkonkinkreet (鉄コン筋クリート, Tekkon Kinkurīto), una obra que el va afectar profundament. Tekkonkinkreet (Tekkon) és una història metafísica sobre la majoria d'edat sobre dos orfes, Negre (クロ, Kuro) i Blanc (シロ, Shiro) i la seva lluita per sobreviure en una metròpoli panasiàtica, Treasure Town (宝町, Takara-machi), assetjada pel mal. Sobre el primer descobriment de Tekkon, Arias recorda que un amic li va prestar Tekkon per llegir-lo: "I això va ser tot. Enganxat... Vaig plorar moltes vegades llegint-lo, també una experiència nova per a mi, plorar per un manga."
El novembre de 1997, una conversa amb l'autor d'animació Kōji Morimoto, que havia mostrat interès pels projectes de programari d'Arias, va portar a la presentació d'Arias a l'artista del manga Taiyō Matsumoto. A partir d'aquí, el que havia començat com una simple demostració de programari per a Morimoto es va convertir ràpidament en un projecte de llargmetratge complet de CG, dirigit per Morimoto, amb esforços de gràfics per ordinador dirigits pel mateix Arias.
Tot i que la pel·lícula pilot Tekkonkinkreet (「鉄コン筋クリート」パイロット版, Tekkonkinkurīto Pairottoban) de 4 minuts de durada completada, va guanyar un premi d'Art Digital no Interactiu al Japan Media Arts Festival i apareixerà al SIGGRAPH 2000 Animation Theatre, el projecte va ser abandonat poc després per falta de finançament i pèrdua d'interès del director Morimoto per Tekkonkinkreet.

#### The Animatrix
Aleshores, l'any 2000, mentre encara estava sota contracte amb Softimage, Michael va acceptar una invitació de Joel Silver i Lilly i Lana Wachowski (the Wachowskis) per produir Matrix de Warner Bros. Antologia d'animació inspirada en The Animatrix, un projecte que el va consumir durant més de tres anys. En ser vinculat per produir The Animatrix, malgrat la seva manca d'experiència en la producció, Arias explica: "Realment vaig haver d'aprofitar una gran quantitat d'experiència que s'havia quedat sense utilitzar en tot el que havia après fins a aquest punt: una breu carrera en estudis de gravació, component música i efectes de so per a curtmetratges a la universitat, tenir la meva pròpia empresa, treballar en efectes especials. Va ser una gran oportunitat per exercitar algunes cèl·lules cerebrals latents (o danyades)."
Arias va treballar estretament amb els Wachowski per refinar les especificacions úniques del projecte: encara que inicialment concebuda com una sèrie de televisió, The Animatrix va evolucionar cap a una col·lecció de nou curtmetratges d'animació no episòdics, cadascun de sis a deu minuts de durada. Amb els coproductors Hiroaki Takeuchi i Eiko Tanaka (president de la botiga d'animació inconformista Studio 4°C, on es va animar gran part de The Animatrix), Arias finalment va desenvolupar i produir vuit dels nou segments Animatrix (l'única excepció és un curt d'animació CG creat per Square Pictures). Per dirigir les pel·lícules, Arias i els seus socis van reunir un "dream team" de lluminàries de l'anime que incloïa Yoshiaki Kawajiri, Kōji Morimoto, Shinichiro Watanabe, i Mahiro Maeda.
The Animatrix va ser un èxit comercial i va guanyar el Premi Annie de l'ASIFA de 2004 per l'èxit excepcional en una producció d'animació d'entreteniment domèstic.

### Carrera cinematogràfica recent
La carrera recent de Michael Arias s'ha centrat principalment en la direcció.

#### Tekkonkinkreet
El 2003, mentre treballava a The Animatrix, Arias va tornar a agafar Tekkonkinkreet. Armat amb un guió en anglès escrit pel guionista Anthony Weintraub i encoratjat pel mentor Morimoto, Arias va avançar amb els plans de reviure Tekkon a Studio 4°C, amb la col·labora d The Animatrix i presidenta de 4°C Eiko Tanaka com a productora i dirigint Arias.
La pel·lícula es va completar l'agost de 2006 i es va estrenar al Festival Internacional de Cinema de Tòquio poc després.
La comissària del Museum of Modern Art (MoMA) Barbara London va considerar Tekkonkinkreet ""Millor pel·lícula del 2006" al seu Art Forum, i posteriorment es va organitzar una estrena de la pel·lícula al MoMA.
Amb la seva adaptació de Tekkonkinkreet, Arias, amb el dissenyador de producció Shinji Kimura, havia reimaginat Treasure Town del manga com un híbrid pan-asiàtic caòtic, en part Hong Kong, en part Bombai, amb elements futuristes i industrials. densament en capes sobre una base que va agafar molt en préstec d'imatges del Tòquio Shōwa. La crítica del New York Times Manohla Dargis, a la seva ressenya de Tekkonkinkreet, descriu Treasure Town com "una explosió surrealista d'angles esbiaixats, torres inclinades, cables penjants, carrerons estrets i floridures alegrement simpàtiques que recorden un paisatge urbà de Yakuza a través d'un parc temàtic Hello Kitty." De fet, la sumptuosa direcció artística de Tekkon' va ser àmpliament elogiada, i el dissenyador de producció Kimura va rebre el Premi a la Millor Direcció d'Art a la Fira Internacional de l'Anime de Tòquio de 2008. Tekkon va ser elogiada encara més, no només per l'ús innovador d'Arias de les tècniques gràfics per ordinador i la perfecta integració de l'animació digital i tradicional, sinó també per l’enfocament narratiu d’estil documental de la pel·lícula.
Tot i que Tekkonkinkreet es va considerar un èxit local i, en general, va tenir una bona acollida per la crítica i el públic d'arreu del món (especialment a França, on l'obra de l'autor Taiyō Matsumoto és ben coneguda entre els lectors de manga), els fans de l'anime nord-americans van qüestionar les credencials cinematogràfiques d'Arias i van criticar el seu enfocament decididament poc purista per adaptar el manga a l'anime (inclosa la seva decisió de treballar a partir del guió en anglès d'Anthony Weintraub en lloc d'un text japonès). l fòrum d'animació en línia Animation Insider va preguntar de manera contundent: "Què dimonis creu que està fent Michael Arias?"
En defensa del guió de Weintraub, Arias va explicar als lectors de AniPages Daily: "Realment ho va encertar: la història de Treasure Town, la sensació de perdició, l'acció de Kiddie Kastle encaixen perfectament." Pel que fa a l'evident subversió de Tekkonkinkreet' de les (anomenades) convencions d'animació tradicional, va afegir: "Volia fer les coses d'una altra manera... Ōtomo va dir una vegada a mi i [director en cap d'animació] Nishimi, "si no estàs fent les coses d'una altra manera, ni tan sols t'hauries de molestar".
En última instància, Tekkonkinkreet segueix sent una fita en l'animació japonesa. Va ser guardonat amb el prestigiós Premi Ōfuji Noburō del Japó a casa i va continuar competint per dos premis al 57è Festival Internacional de Cinema de Berlín at home, and continued on to compete for two awards at the 57th Berlin International Film Festival amés tard guanyar el Premi de l'Acadèmia del Japó d'Animació de l'Any 2008. The Guardian va enumerar Tekkonkinkreet en tercer lloc al seu resum de les deu pel·lícules més subestimades de la dècada.

#### Associació amb Asmik Ace
L'estiu de 2007 va estar marcat per la formalització de la llarga relació entre Arias i la companyia de distribució i producció cinematogràfica japonesa Asmik Ace Entertainment. Arias és el primer a unir-se a la llista de la divisió de gestió d'artistes d'Asmik.

#### Curtmetratge:Okkakekko
Poc després d'acabar la publicitat de Tekkonkinkreet, Arias va començar a treballar escrivint i dirigint Hide and Seek (おっけるっこ, Okkakekko), un dels quinze curtmetratges d'animació d'1 minut que comprenen l’antologia d'animació d’ NHK Ani-kuri (アニクリ, Ani-kuri). Segments individuals es van transmetre des del lloc web oficial Ani*Kuri15 i es van emetre a poc a poc a partir del maig de 2007.
Arias va crear la pel·lícula a Studio 4°C, fent una crida al prodigi de l'animació Takayuki Hamada (un dels animadors principals de Tekkon) per dissenyar i animar personatges. Altres col·laboradors al curtmetratge Ani*Kuri d'Arias inclouen el colorista Miyuki Itō, el director de CG Takuma Sakamoto, els compositors britànics de música electrònica Plaid i el Disseny de so Mitch Osias, tots antics alumnes de "Tekkonkinkreet". El director en cap d'animació de Tekkon Shōjirō Nishimi i el dissenyador de producció Shinji Kimura van dirigir cadascun el seu propi segment Ani*Kuri, i altres directors incloïen Satoshi Kon, Mamoru Oshii i Mahiro Maeda.
La col·lecció sencera de quinze curtmetratges d'Anikuri s'ha llançat des d'aleshores com a conjunt de llibres en DVD, amb detalls de producció, entrevistes al creador i guió gràfic i dibuixos de fons.

#### Heaven's Door
El 2007, Arias va començar a treballar a Heaven's Door, un llargmetratge japonès d'acció en directe basat lliurement en l'èxit alemany Knockin' on Heaven's Door dirigit per Thomas Jahn i escrit per Jahn i l'actor Til Schweiger. L'adaptació d'Arias compta amb el J-Pop Tomoya Nagase i Mayuko Fukuda com a camarades improbables que fugen de l'hospital on es troben per primera vegada i s'embarquen en un viatge per carretera per arribar a l'oceà i veure com es pon el sol allà en el poc temps que els queda.
Heaven's Door marca el retorn dels col·laboradors d'Arias a Tekkonkinkreet Min Tanaka (la veu de Tekkonkinkreets "Suzuki"), els compositors Plaid , i el dissenyador de so Mitch Osias.
Heaven's Door es va estrenar als cinemes japonesos el 7 de febrer de 2009 per a premsa mixta i taquilla tèbia, però va ser elogiat pel seu repartiment, música, cinematografia i disseny de so. El corresponsal de Screen International Jason Gray conclou: "Crec que el públic més jove trobarà palpable la tragèdia de Heaven's Door... Per a algú com jo que va devorar el cinema estatunidenc de principis dels anys 70, destrossant pel·lícules com Un botí de 500.000 dòlars, potser no sóc el millor jutge. Qui sap, Heaven's Door pot convertir-se en el nou El professional per a l'adolescent ambientat aquí i considerat com un clàssic indie menor a l'estranger."

#### Curtmetratge:Hope
El 23 de juny de 2009, l'emissora japonesa de pagament per visió WOWOW va anunciar la propera estrena del curtmetratge surrealista d'Arias Hope, amb la popular actriu Juri Ueno com a animadora en dificultats atrapada durant la nit en un ascensor.
Hope va ser escrit per Arisa Kaneko, rodat pel director de fotografia de Heaven's Door Takashi Komatsu, J.S.C., i inclou la partitura original de Plaid i el disseny de so de Mitch Osias.
Els interiors de l'estudi d'animació es van rodar als estudis Madhouse de Tòquio, mentre que el dissenyador de producció veterà (i col·laborador freqüent de Sōgo Ishii) Toshihiro Isomi va crear un conjunt giratori per a l'ascensor de Miyuki en un escenari de so a Yokohama.

#### Harmony
El 27 de novembre de 2014, l'emissora japonesa Fuji Television va fer pública la co-direcció d'Arias (amb Takashi Nakamura) l'adaptació al llargmetratge de la ciència-ficció distòpica del desaparegut Projecte Itoh, la novel·la Harmony, guanyadora d'una menció especial del Premi Philip K. Dick el 2010. Harmony es va llançar al Japó el 13 de novembre de 2015, i internacionalment a la primavera de 2016. La pel·lícula va ser elogiada per les seves imatges innovadores i la nova barreja d'acció de ciència-ficció i rumiació filosòfica, però al mateix temps criticada per la seva profusió de digressions cerebrals.

#### Tokyo Alien Bros.
El maig de 2018, Nippon Television va anunciar una adaptació d'una sèrie de televisió d'acció en directe del manga de Keigo Shinzō Tokyo Alien Bros., codirigida per Michael Arias i el veterà director dorama hintaro Sugawara i escrit per Shō Kataoka. NTV va emetre la sèrie setmanalment començant el 23 de juliol de 2018 i acabant amb el desè i últim episodi el 24 de setembre de 2018. Per al director Arias  Tokyo Alien Bros. va suposar un retorn al cinema d'acció real i una reunió amb els col·laboradors freqüents Plaid i el director de fotografia Takashi Komatsu.

### Traductor d'obres de Taiyō Matsumoto
Michael Arias ha traduït i adaptat a l'anglès alguns dels manga de l'autor de Tekkonkinkreet Taiyō Matsumoto.

#### Sunny
La traducció a l’anglès d’Arias de manga quasi-autobiogràfic de Taiyō Matsumoto Sunny fou inclosa a la llista de grans novel·les gràfiques de la Young Adult Library Services Association per al 2014, i guardonaeq amb el premi a la millor novel·la gràfica per la Slate Book Review i el Center for Cartoon Studies.

#### Cats of the Louvre
Arias també se li atribueix la traducció i l'adaptació a l'anglès del 2019 de la història surrealista de gats errants antropomorfitzats de Matsumoto Cats of the Louvre per a la col·lecció Signature de l'editor Viz, destinatari del Premi Eisner a la Millor Edició U.S. de Material Internacional - Àsia.

#### Ping Pong
El 2020, Viz va publicar la traducció a l'anglès d'Arias de l'edició completa en dos volums de Ping Pong, l'èpica popular del tennis taula de l'escola secundària de Matsumoto.

#### No. 5
El 2021, Viz va anunciar una propera edició en anglès de la surrealista saga de ciència-ficció de Matsumoto No. 5, també traduïda per Arias.

#### Tokyo These Days
L'any 2024, Viz va començar a publicar la traducció anglesa d'Arias de la meditació de la vida de Matsumoto sobre la lluita entre l'art i el comerç.

## Vida personal
L'Arias viu a Tòquio, Japó des dels 23 anys i parla i escriu japonès amb fluïdesa.
L'any 2011, Arias va documentar les seves experiències proporcionant alleujament a familiars a la prefectura de Miyagi durant els dies immediatament posteriors al terratrèmol i tsunami de Tōhoku.

## Filmografia
| Any  | Títol                                                             | Paper | Notes                                                                                                   |
| ---- | ----------------------------------------------------------------- | --- | --- |
| 1989 | The Abyss                                                         | Càmera de control de moviment (sense acreditar) | |
| 1989 | Fat Man and Little Boy                                            | Càmera de control de moviment (sense acreditar) | |
| 1991 | Back To The Future: The Ride                                      | Programador de Ride (sense acreditar) | |
| 1993 | Madame Butterfly                                                  | Gràfics per ordinador de la seqüència de títols (com Syzygy Digital Cinema) | |
| 1994 | El gran salt                                                      | Seqüència de títols i seqüència de notícies gràfics per ordinador (com Syzygy Digital Cinema) | |
| 2003 | The Animatrix                                                     | Productor, gràfics per ordinador, director de seqüències addicionals, repartiment de veu | ASIFA Annie de 2004 per un assoliment destacat en una producció d'animació d'entreteniment domèstic.    |
| 2006 | Tekkonkinkreet (鉄コン筋クリート, Tekkon Kinkurīto)               | 2006 Mainichi Film Concours Noburō Ōfuji premi a l'excel·lència en animació 2008 Japan Academy Prize for Animation of the Year. Nominacions al 57è Festival Internacional de Cinema de Berlín Generation 14plus i Millor Primera pel·lícula Menció Especial del Jurat del Premi Gertie—40è Festival de Cinema de Sitges Gran Prix—Festival Anima 2008 a Brussel·les Premi d'Or a la millor pel·lícula d'animació/stop-motion—2007 FanTasia Projecció il·limitada d'animació: 31è Festival Internacional de Cinema de Hong Kong Selecció panoràmica—2007 Festival de Cinema Asiàtic de Deauville 2007 Nippon Connection Film Festival a Frankfurt, Alemanya 2007 Camera Japan Festival als Països Baixos Nippon Cinema program—2010 Nippon Connection Film Festival a Frankfurt, Alemanya Menció Especial Gran Premi Lancia Platinum —2008 Future Film Festival a Bolonya, Itàlia | |
| 2007 | Hide and Seek (おっかけっこ, Okkakekko)                           | Director, guionista, artista storyboard | Curtmetratge de televisió presentat a Ani*Kuri15                                                        |
| 2009 | Heaven's Door                                                     | Director | Nippon Cinema program—2010 Nippon Connection Film Festival a Frankfurt, Alemanya                        |
| 2009 | Hope                                                              | Director | |
| 2010 | Team Dragon per AKB48 Wings Of The Heart (心の羽根, Kokoronohane) | Director, supervisor d'efectes visuals | Vídeo musical de Dragon Ball Kai (ドラゴンボール改(カイ), Doragon Bōru Kai, lit. "Dragon Ball Revised") |
| 2015 | Harmony                                                           | Director (amb Takashi Nakamura) | Adaptació al llargmetratge de la novel·la de Project Itoh                                               |
| 2018 | Tokyo Alien Bros.                                                 | Director (amb Shintaro Sugawara) | Adaptació de la sèrie de televisió de 10 episodis del manga de Keigo Shinzō                             |
| 2019 | Make Art Not Friends                                              | Director, productor, dissenyador de producció | Vídeo musical d'imatge real inclòs a l'àlbum Sound & Fury del cantant i compositor Sturgill Simpson.    |
| 2023 | Godzilla Minus One                                                | Actor (American serviceman), montage supervisor (モンタージュ監修) | |

## Assoliments i reconeixements
- A SIGGRAPH 1996, Arias va presentar l'esbós tècnic "Toon Shaders for Simulating Cel Animation" que detallava el seu treball sobre el programari de renderització per utilitzar-lo per simular l'aparença d’animació cel.[87]
- Arias va ser editor convidat de la revista SIGGRAPH Computer Graphics, volum 32, número 1, publicat el febrer de 1999. El número es va centrar en la Non-photorealistic rendering (NPR).[9]
- El 12 d'octubre de 1999, l'Oficina de Patents i Marques dels Estats Units va atorgar a Arias U.S. Patent 5.966.134 per a la invenció d'una tècnica per simular l'animació cel·lular i l'ombrejat.[16]
- Arias va col·laborar en el programa d'animació i efectes especials de SIGGRAPH 2000. Com a membre del panell "Digital Cel Animation in Japan", Arias va presentar el seu treball en el pilot Tekkonkinkreet i, amb el moderador Ken Anjyo  i els co-panelistes Youichi Horry i Yoshiyuki Momose, van parlar de desenvolupaments històrics, influències culturals i innovacions tècniques particulars de l'animació japonesa.[88]
- L'Arias és membre de l'Acadèmia de les Arts i les Ciències Cinematogràfiques Branca de Curtmetratges i Llargmetratges d'Animació[89] i de la Visual Effects Society.[90]
- Arias ha format part dels jurats dels festivals d'animació per ordinador SIGGRAPH (2013) i SIGGRAPH Àsia (2015 i 2016)[91][92][93]